# Huszczynci
Huszczynci (ukr. Гущинці) – wieś na Ukrainie, w obwodzie winnickim, w rejonie chmielnickim, w hromadzie Janów. W 2001 liczyła 2571 mieszkańców, spośród których 2550 wskazało jako ojczysty język ukraiński, 14 rosyjski, 5 białoruski, a 2 inny.